# اپرپیتانت
اپرپیتانت (انگلیسی: Aprepitant) یکی از داروهایی است که برای پیشگیری از بروز تهوع و استفراغ ناشی از شیمی‌درمانی و همچنین پیشگیری از تهوع و استفراغ بعد از بیهوشی استفاده می‌شود. می‌توان این دارو را که به‌صورت خوراکی مصرف می‌شود، در ترکیب با اندانسترون و دگزامتازون به‌کار برد.
عوارض جانبی شایع دارو شامل خستگی، کاهش اشتها، اسهال، درد شکم، سکسکه، خارش، سینه‌پهلو و تغییرات فشار خون است. در برخی افراد نیز ممکن است آنافیلاکسی رخ دهد. با آنکه به‌نظر می‌رسد مصرف این دارو در حاملگی بی‌خطر باشد، اما بررسی دقیقی در این زمینه انجام نشده‌است. اپرپیتانت یکی از داروهای خانوادهٔ «آنتاگونیست‌های گیرندهٔ نوروکین ۱» است. این دارو اجازه نمی‌دهد ماده P به گیرنده تاکی‌کینین متصل شود.
اپرپیتانت برای مصارف پزشکی در سال ۲۰۰۳ میلادی در اروپا و ایالات متحده آمریکا تأیید شد. این دارو از محصولات شرکت مرک اند کو. و یکی از داروهای ضروری سازمان جهانی بهداشت است.
اپرپیتانت از هستهٔ مورفولین ساخته می‌شود که ۲ استخلاف آن به حلقهٔ کربن متصل شده‌است. این دو استخلاف، گروه‌های فلوئوروفنیل و ۱-فنیل‌اتانول با سه تری‌فلورومتیل است. این دارو یک بلور جامد سفیدرنگ با جرم مولکولی ۵۳۴٫۵۳ است که انحلال‌پذیری اندکی در آب دارد. فرمول تجربی آن C23H21F7N4O3 است.